# Lilius (inslagkrater)

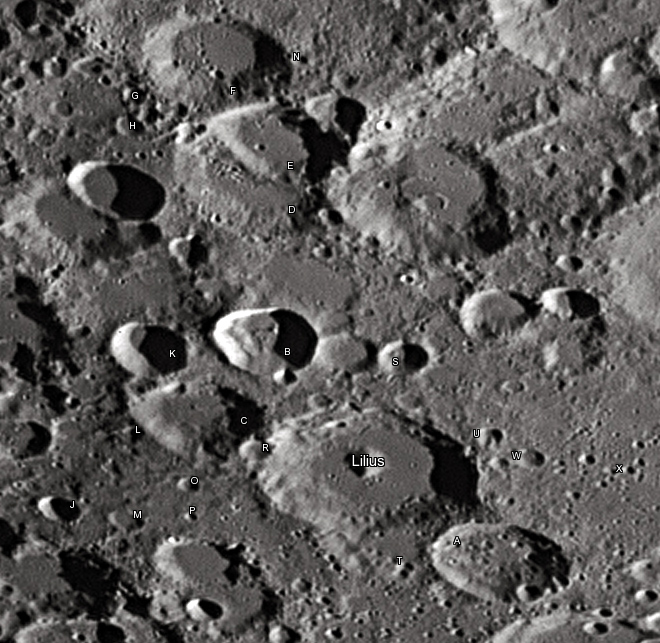
Lilius vanaf de aarde, met labels

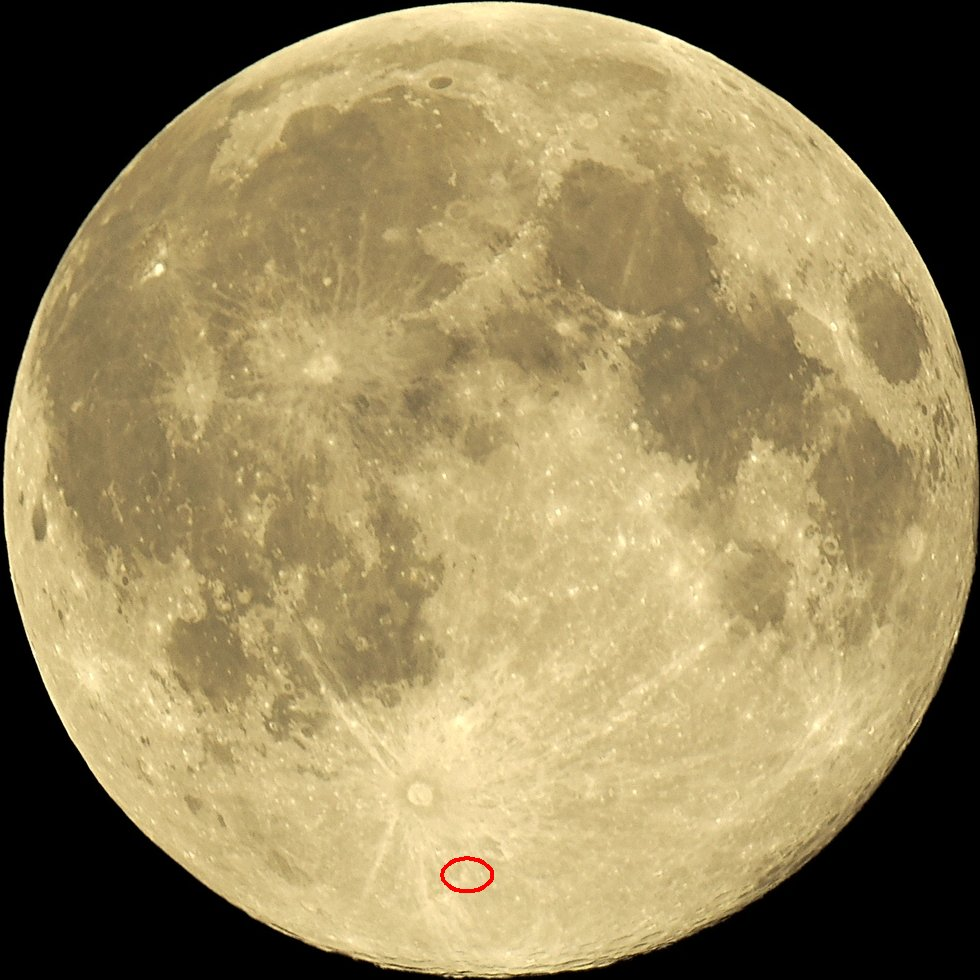
De locatie van Lilius op de maan

Lilius is een krater in de ruige zuidelijke hooglanden van de maan. De krater ligt noordelijk van de krater Zach en zuidzuidwestelijk van Cuvier. Net naar het zuidoosten bevindt zich de iets grotere Jacobi. De krater is vernoemd naar Aloisius Lilius, de uitvinder van de Gregoriaanse kalender. Deze krater en de nabijgelegen kraters Jacobi en Jacobi A werden door Giovanni Battista Riccioli Lilii fratres genoemd . Eerder werd de benaming Spinola aan krater Lilius gegeven door Michael van Langren .

## Beschrijving
De krater heeft een doorsnede van 61 kilometer. de buitenrand van Lilius is verweerd en afgerond, vooral in het noordwesten, waar de binnenmuur verder doordringt in de binnenvlakte. Het laagste deel van de rand bevindt zich in het zuidenoosten, waar hij vastzit aan een andere krater. De kraterbodem is relatief vlak en zonder kenmerken, maar er is een brede centrale piek in het midden (Lilius α / Lilius alpha). De coördinaten van de krater zijn: 54,5° ZB, 6,2° OL.

## Satellietkraters
| Lilius | Breedtegraad | Lengtegraad | Doorsnede |
| ------ | ------------ | ----------- | --------- |
| A      | 55,4° ZB     | 8,8° OL     | 41 km     |
| B      | 53,0° ZB     | 3,8° OL     | 29 km     |
| C      | 54,4° ZB     | 3,3° OL     | 40 km     |
| D      | 50,6° ZB     | 3,0° OL     | 51 km     |
| E      | 50,1° ZB     | 2,9° OL     | 38 km     |
| F      | 49,4° ZB     | 1,7° OL     | 43 km     |
| G      | 50,0° ZB     | 0,7° OL     | 7 km      |
| H      | 50,5° ZB     | 0,8° OL     | 9 km      |
| J      | 56,3° ZB     | 1,8° OL     | 13 km     |
| K      | 53,6° ZB     | 2,2° OL     | 23 km     |
| L      | 54,9° ZB     | 2,5° OL     | 6 km      |
| M      | 56,2° ZB     | 2,9° OL     | 11 km     |
| N      | 49,0° ZB     | 2,8° OL     | 5 km      |
| O      | 55,4° ZB     | 3,6° OL     | 7 km      |
| P      | 55,9° ZB     | 3,9° OL     | 4 km      |
| R      | 54,6° ZB     | 4,4° OL     | 9 km      |
| S      | 52,8° ZB     | 5,9° OL     | 14 km     |
| T      | 55,9° ZB     | 7,5° OL     | 5 km      |
| U      | 53,5° ZB     | 7,6° OL     | 8 km      |
| W      | 53,6° ZB     | 8,3° OL     | 9 km      |
| X      | 53,5° ZB     | 9,9° OL     | 4 km      |